# Markus Windisch
Markus Windisch (Brunico, 12 maggio 1984) è un ex biatleta italiano.
È fratello di Dominik, a sua volta biatleta di alto livello.

## Biografia
Originario di Rasun Anterselva, ha iniziato a praticare il biathlon nel 1996 ed è entrato nel giro della nazionale italiana nel 2001 a livello juniores, partecipando ai Mondiali giovanili/juniores dal 2002 al 2005, ottenendo come miglior risultato il quarto posto giovanile nell'inseguimento dell'edizione del 2003.
Tesserato per il Centro Sportivo Esercito, con la Nazionale maggiore ha esordito in Coppa del Mondo nel 2004, ha ottenuto il primo podio il 23 gennaio 2011 nella staffetta di Anterselva (2º) e la prima vittoria il 5 gennaio 2012 nella staffetta di Oberhof.
In carriera ha preso parte a due edizioni dei Olimpiadi, Vancouver 2010 (44º nella sprint, 31º nell'individuale, 53º nell'inseguimento, 12º nella staffetta) e Soči 2014 (81º nella sprint, 71º nell'individuale, 5º nella staffetta), e a sei dei Mondiali (4º nella staffetta ad Anterselva 2007 e a Ruhpolding 2012 i migliori risultati).
Si è ritirato dalle competizioni nell'estate 2014.

## Palmarès

### Coppa del Mondo
- Miglior piazzamento in classifica generale: 26º nel 2009
- 2 podi (a squadre):
  - 1 vittoria
  - 1 secondo posto

#### Coppa del Mondo - vittorie
| Data           | Località | Nazione  | Specialità                                                    |
| -------------- | -------- | -------- | ------------------------------------------------------------- |
| 5 gennaio 2012 | Oberhof  | Germania | RL (con Christian De Lorenzi, Dominik Windisch e Lukas Hofer) |

Legenda:

RL = staffetta

### Campionati italiani
- 10 medaglie[1]:
  - 1 oro (sprint nel 2009)
  - 5 argenti (partenza in linea nel 2007; partenza in linea nel 2008; inseguimento nel 2009; sprint, inseguimento nel 2010)
  - 4 bronzi (sprint nel 2006; sprint nel 2011; partenza in linea nel 2013; partenza in linea nel 2014)

### Campionati italiani juniores
- 5 medaglie[1]:
  - 1 oro (inseguimento nel 2004)
  - 4 argenti (partenza in linea, sprint nel 2004; inseguimento, sprint nel 2005)

### Campionati italiani giovanili
- 2 medaglie[1]:
  - 1 argento (partenza in linea nel 2003)
  - 1 bronzo (individuale nel 2003)